# Zarzecze (Wilno)

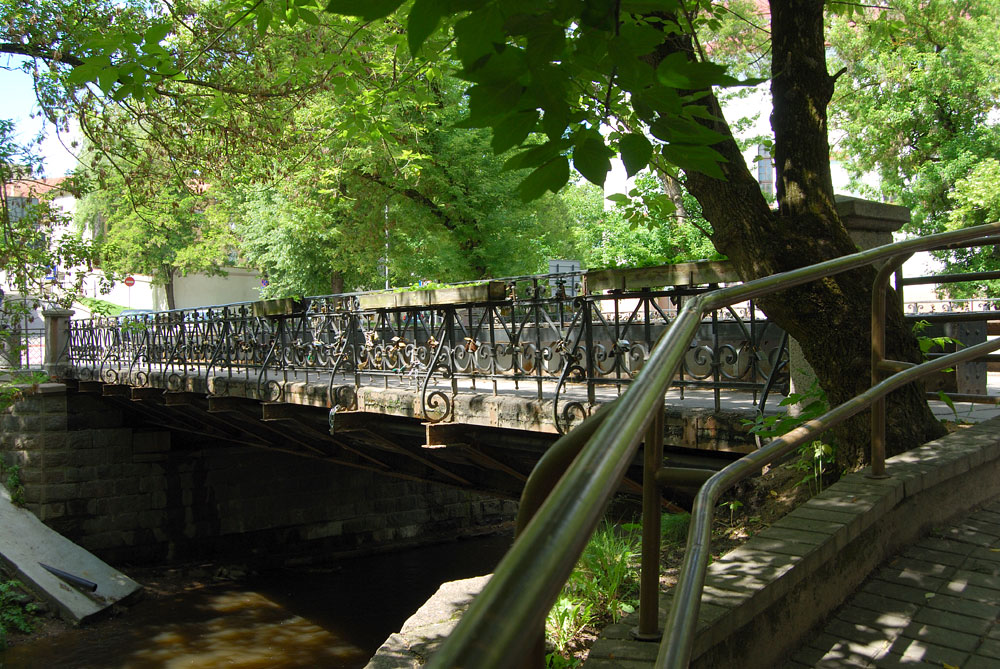
Zarzecze, most Zarzeczny

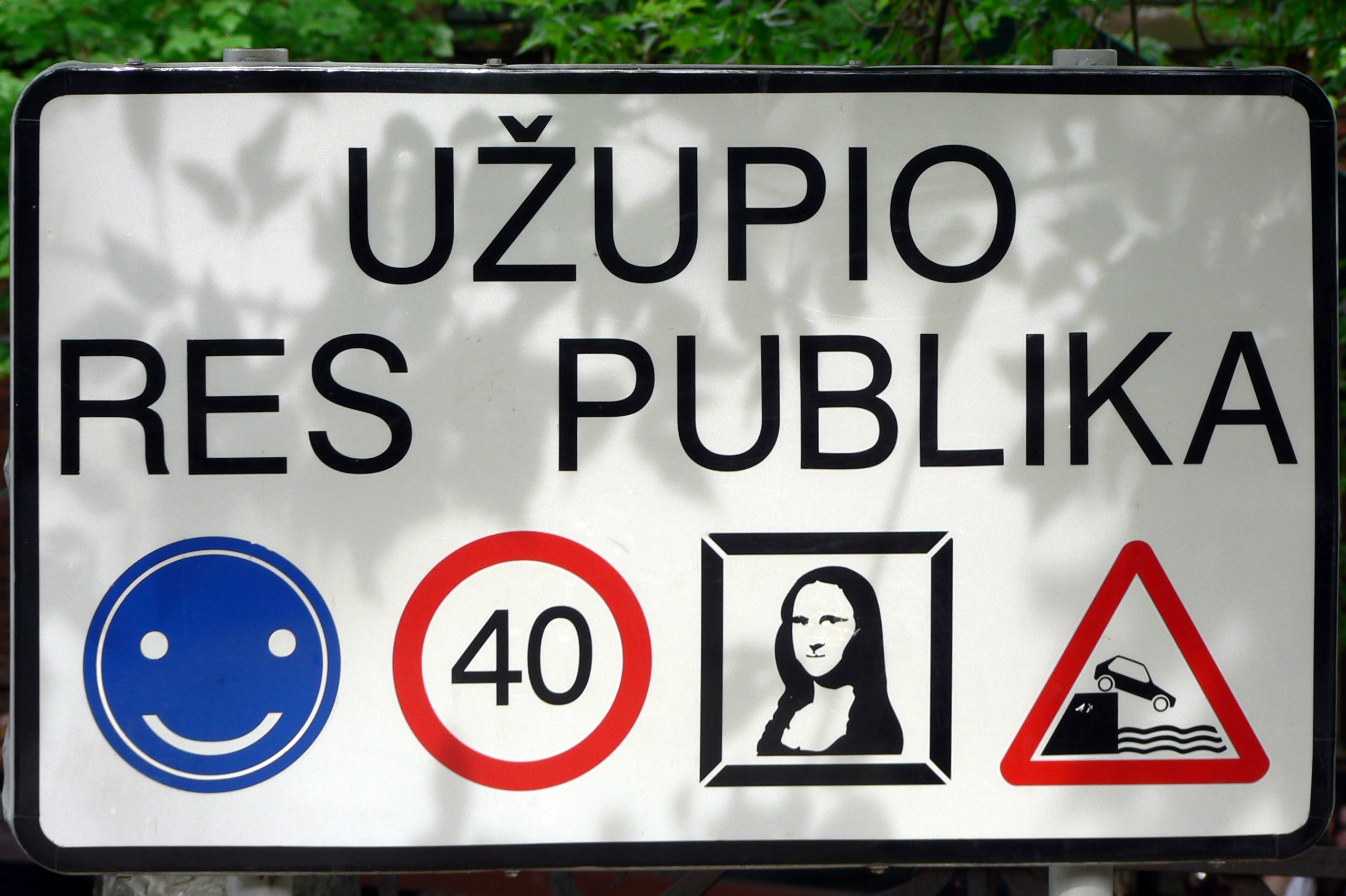
Tablica graniczna dzielnicy

Zarzecze (lit. Užupis) – część Wilna, na Starym Mieście i Rossie, na prawym brzegu Wilejki, na wschód od Starego Miasta i na zachód od Belmontu.
We wschodniej części Zarzecza znajduje się cmentarz Bernardyński.
Zabytkowa dzielnica Wilna. Od centralnej części starego miasta oddzielona rzeką Wilejką, z czym związana jest także jej nazwa. Zgodnie z aktualnym podziałem administracyjnym większa część Zarzecza wchodzi w skład Starego Miasta, zaś wschodnie peryferie w skład dzielnicy Rossa.
Uchodzi za jedną z najbardziej urokliwych części miasta, choć była do niedawna niezwykle zaniedbana. Przed wojną zamieszkana przez dużą społeczność żydowską. Później znana była jako ulubione miejsce bohemy artystycznej i ludzi z marginesu społecznego. Zarzecze, czasami również nazywane jest wileńskim Montmartre..
W latach 1934–1936 na Zarzeczu mieszkali Konstanty Ildefons i Natalia Gałczyńscy, tam też urodziła się córka poety Kira Gałczyńska. Na Zarzeczu dzieciństwo spędził Bernard Ładysz.
Przy ul. Zarzecznej 24 znajduje się Dom Laskarysów, w którym mieszkał m.in. Ferdynand Ruszczyc.

Konstytucja Republiki Zarzecza zapisana w języku angielskim

Zarzecze słynie również z bycia mikronacją powstałą 1 kwietnia 1997 r. z inicjatywy lokalnych artystów, którzy wtedy ogłosili Republikę Zarzecza, która choć nie jest uznawana przez żaden rząd, posiada własnego prezydenta, walutę oraz konstytucję. Nieoficjalnym prezydentem oraz autorem "konstytucji" jest Roman Lileikis. Konstytucja Republiki Zarzecza została wyryta na murze na ulicy Paupio w 23 językach i stanowi jedną z atrakcji turystycznych dzielnicy.